# Jamaal Lascelles
Jamaal Lascelles (Derby, 11 de novembre de 1993) és un futbolista anglès que juga de defensa central al Newcastle United, on és capità.
Es va formar a les categories inferiors del Nottingham Forest, després jugant pel Forest, el Stevenage i el Newcastle United. També ha jugat a les categories juvenils de la selecció anglesa.

## Trajectòria

### Nottingham Forest
Lascelles va néixer a Derby, Derbyshire. Va iniciar la seva carrera futbolística al planter dels Greens, on va passar per totes les categories inferiors. L'any 2011, quan encara jugava amb els juvenils, l'Arsenal FC va fer una oferta de £5 milions pel seu traspàs, que va ser rebutjat pel club.
Dos mesos després, va signar el seu primer contracte professional, el març de 2011. Lascelles va fer el seu debut amb el primer equip el 31 de gener de 2012, com a titular en la derrota per 2–0 contra el Burnley.

#### El seu pas pel Stevenage
El març de 2012, el Nottingham Forest i el Stevenage van arribar a l'acord de cedir Lascelles fins al final de la temporada 2011-12.
Lascelles va debutar pel club de tercera divisió el 13 de març, com a substitut en la victòria per 1-0 contra l'Oldham Athletic, jugant com a lateral dret. El seu debut com a titular va ser a la victòria per 0-6 del Stevenage contra el Yeovil Town el 14 d'abril, on ell va marcar el quart gol.
Des d'aleshores va ser titular regular, disputant 9 partits en total, i marcant un gol.

#### Tornada al Nottingham Forest
El 7 d'agost de 2012, Lascelles va firmar un contracte de quatre anys amb el Nottingham Forest. Va jugar tres partits a la temporada 2012-13.
Lascelles no esdevindria titular fins a la pròxima temporada, on va jugar 29 partits de lliga. El 18 de març de 2014, Lascelles va firmar un nou contracte de quatre anys i mig. Quatre mesos després, Nottingham Forest va rebutjar una oferta de £4 milions del Queens Park Rangers pel jugador.

### Newcastle United
El 9 d'agost de 2014, Lascelles va fitxar pel Newcastle United, que competia a la Premier League, però va ser cedit al Nottingham Forest per la temporada 2014-15, com obligava l'acord signat entre els dos clubs. Durant la seva darrera temporada el Forest, va jugar 28 partits, 22 dels quals com a titular, marcant 1 gol.
Lascelles va tornar al Newcastle per la temporada 2015-16. Va debutar pel club el 25 d'agost 2015, en una victòria per 4-1 contra el Northampton Town a la League Cup. Va debutar a la Premier League el 3 d'octubre, com a suplent en la derrota per 6-1 contra el Manchester City. El jugador es trobava sovint a la banqueta, i el seu debut com a titular no va arribar fins al 23 de gener de 2016, on va marcar un gol a la derrota per 2-1 del Newcastle contra el Watford. Amb els dos defenses centrals titulars del Newcastle (Chancel Mbemba i Fabricio Coloccini) lesionats, Lascelles es va veure com esdevenia titular regular. Va acabar la temporada havent jugat 18 partits a la Premier League i marcant 2 gols. Malgrat els seus esforços, Newcastle va acabar en zona de descens, i va baixar a la Championship.
El 4 d'agost de 2016, l'entrenador del Newcastle, Rafael Benítez, va seleccionar Lascelles com a capità de l'equip, després de ser impressionat amb les habilitats de lideratge del jove defensa. Durant la temporada 2016-17, va jugar 47 partits i marcar 3 gols. El Newcastle va acabar guanyant la Championship, i d'aquesta manera assegurar-se l'ascens a la Premier League per la pròxima temporada. Com a reconeixement dels seus assoliments, va ser inclòs al PFA Team of the Year de la Championship per aquella temporada.
Lascelles va tenir una tornada reeixida a la Premier League, i va ser nominat pel premi Premier League Player of the Month de setembre. Durant la temporada 2017-18, va jugar 35 partits, marcant 4 gols, que van ajudar al Newcastle assolir la 10a plaça a la classificació final. El 6 d'octubre de 2017, va firmar un nou contracte amb el Newcastle de 6 anys.
Malgrat els seus èxits en el camp, la seva temporada va ser danyada per un argument violent que va tenir a l'entrenament amb el migcampista Mohamed Diamé l'octubre de 2017. Els dos jugadors després vas disculpar-se i van convidar tot l'equip a dinar.
El 2018 va firmar un contracte nou, també de 6 anys. Malgrat estar afectat per diverses lesions menors, Lascelles va jugar 34 partits a la temporada 2018-19, sense marcar cap gol.